# 毘沙門山古墳 (羽生市)
毘沙門山古墳（びしゃもんやまこふん）は、埼玉県羽生市にある前方後円墳である。毘沙門塚とも呼ばれている。
大きさは、
- 墳丘長63メートル
- 後円部径35メートル・高さ4.5メートル
- 前方部幅40メートル・高さ4.5メートル

前方部を西に向ける2段構築の前方後円墳。明治36（1903）年東武鉄道伊勢崎線の路線敷設のため、前方部西側の一部が切り取られた。この工事中に埴輪片が発見されている。明治41（1908）年には、前方部墳頂に古江官田合殿社が移築された。墳丘の傍らに「建長八年丙辰二月二十七日」紀年の板碑があるが、これは横穴式石室の天井石を再利用したものと考えられる。埴輪の存在から6世紀後半の築造と考えられる。

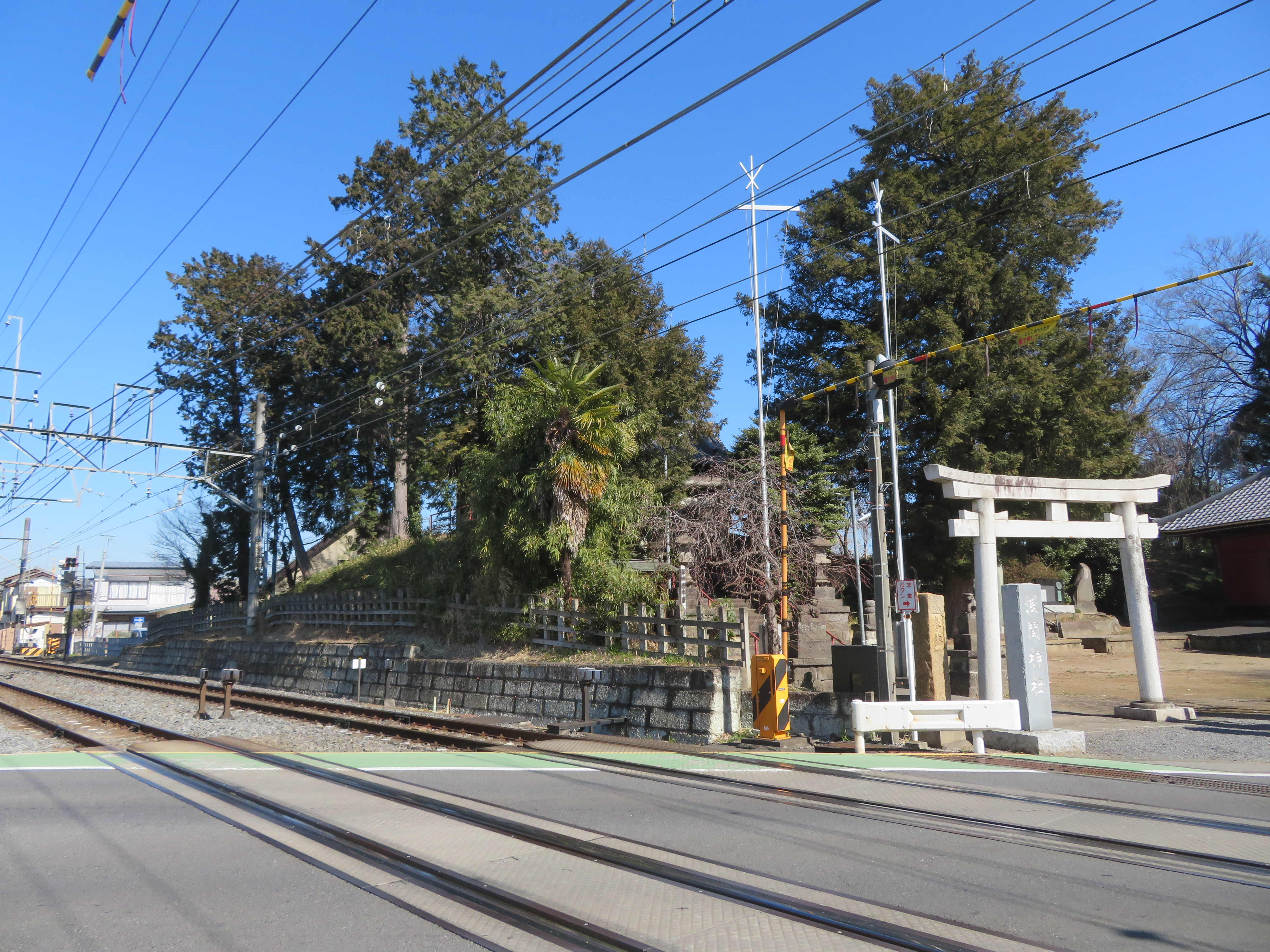
前方部西側